# Квир
Квир је термин који потиче из енглеског језика и осамдесетих година означавао је погрдан назив за хомосексуалне особе. Данас има друго значење и користи се као назив за целокупну хомосексуалну, бисексуалну, трансродну и интерсексуалну заједницу као и хетеросексуалне особе које себе виде или живе свој живот ван хетеропатријархалних норми.

Квир се такође односи на активизам, покрет, теоријски правац као и на саму особу и њене идентитете и на тај начин подразумева непристајање на „саморазумљиво” праћење друштвених правила. Квир представља исто и пропитивање и/или одбијање наметнутих норми патријархалне традиције, креирање простора, културе и изражаја који надилазе „затворене кутије” ЛГБ или хетеросексуалне сексуалности, и/или женских и мушких полова односно родова, омогућава самодефинисање и представљање радикалне политике која увиђа повезаност свих видова опресије.